# Madu (métro de Séoul)
Madu (hangeul : 마두 ; hanja : 馬頭) est une station de passage de la ligne 3 du métro de Séoul. Elle est située au 1180 Jungang-ro, quartier Madu-dong dans l'arrondissement Ilsanseo-gu (en) de la ville Goyang-si, province Gyeonggi, à proximité de Séoul en Corée du Sud.
Ouverte en 1996, elle est desservie par les rames omnibus, qui circulent sur la ligne 3.

## Situation sur le réseau

Plan du réseau (2023)

Établie en souterrain, la station Madu, de la ligne 3 du métro de Séoul : est située entre la station Jeongbalsan, en direction de Daehwa le terminus nord-ouest, et la station Baekseok en direction de Ogeum le terminus sud-est.

## Histoire
La station Madu est mise en service le 30 janvier 1996, lors de l'ouverture à l'exploitation des 19,2 km d'un prolongement (appelé ligne Ilsan (en)) de la ligne 3 du métro de Séoul de Jichuk à Daehwa. L'exploitation est en continuité avec celle de la ligne 3.

## Services aux voyageurs

### Accès et accueil
Située au 1180 Jungang-ro, la station souterraine dispose de huit accès/sortie, numérotés de 1 à 8. Elle est composée de deux niveaux en sous-sol : le plus profond est celui de ligne avec ses deux voies encadrées par deux quais latéraux ; le niveau intermédiaire sous la surface, est équipé des postes de contrôles et notamment d'automates pour l'achat des titres de transport et une galerie avec des boutiques.

### Desserte
Jeongbalsan est desservie par les rames omnibus, qui circulent sur la ligne 3. Elle dispose de deux voies encadrant un quai central équipé de portes palières.

### Intermodalité
Des arrêts de bus sont situés à proximité des accès

## À proximité
Elle dessert notamment, un parc lacustre.